# Stelis perparva
Stelis perparva är en orkidéart som beskrevs av Charles Schweinfurth. Stelis perparva ingår i släktet Stelis och familjen orkidéer. Inga underarter finns listade i Catalogue of Life.